# Elaphoglossum edwallii
Elaphoglossum edwallii là một loài thực vật có mạch trong họ Lomariopsidaceae. Loài này được Rosenst. mô tả khoa học đầu tiên năm 1915.